# Sælsøen
Sælsøen är en sjö i Grönland (Kungariket Danmark). Den ligger i den nordöstra delen av Grönland, 1 800 km nordost om huvudstaden Nuuk. Sælsøen ligger 303 meter över havet. Trakten runt Sælsøen består i huvudsak av gräsmarker.